# Mariachi

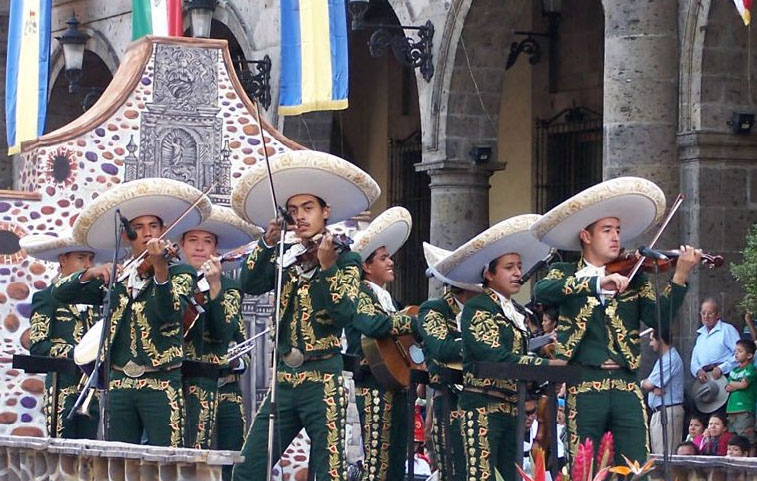
En mariachi spelar

Mariachi är en sorts musikband med ursprung i Jalisco i Mexiko. Mariachi kan även syfta på musiken. 
Musikerna är ofta klädda i utsmyckade så kallade charrokläder. Namnets ursprung tros vara från den mexikanska anglicismen mariada (från engelskans marriage, alternativt från franskans mariage, "bröllop") eller har en etymologi från nahuatl i Maria-hymner. En mariachi spelar normalt sones, rancheras och corridos. Dessa musikstilar är snarlika, men en corrido är en historia, oftast med viss verklighetsanknytning om en person eller djur (vanligtvis en häst).
Den traditionella mariachin består av stränginstrumment såsom violin, gitarr och basgitarr, men i slutet av 1930-talet och början av 1940-talet introducerades även trumpeten.
Ofta hyrs en mariachi för att spela på fest eller för en serenad. Ett av de mest kända ställena att hyra mariachi på är Plaza Garibaldi i Mexico City.
Ursprungligen kom mariachis från Mexiko, men de förekommer nu allmänt i Mellanamerika, Colombia och Venezuela.

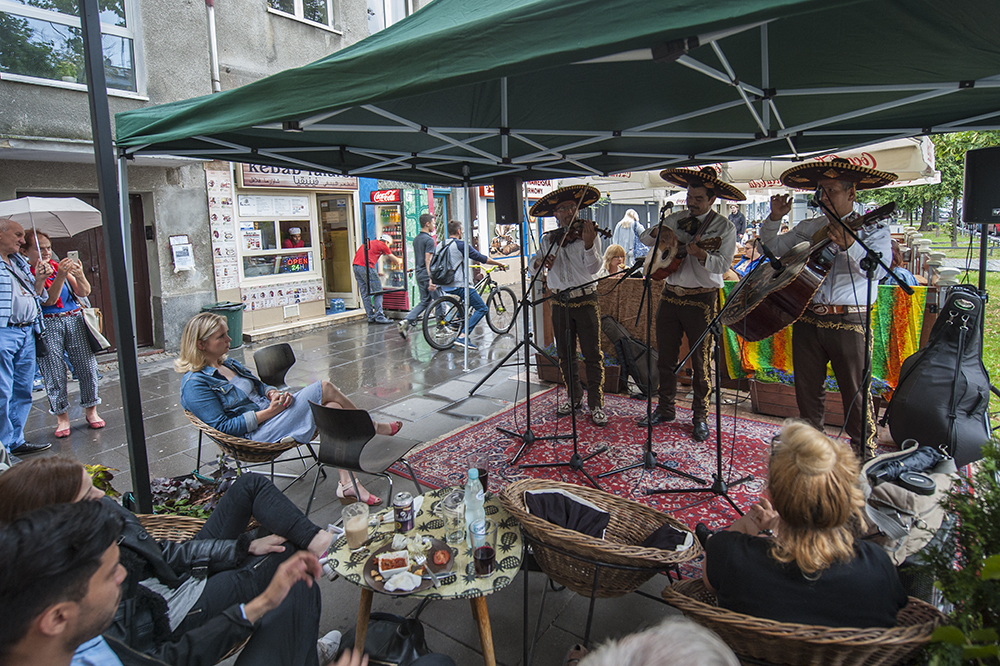
Mariachi Los Amigos - mexikanska musiker bosatta i Polen spelar utanför en restaurang i stadsdelen Saska Kepa av Warszawa, Polen - juli 2016.

## Kända stycken
- Mexico Lindo y querido (ranchera)
- El Caballo bayo (corrido)
- Las mañanitas (födelsedagsång)
- Corrido de Chihuahua (corrido)
- Caballo prieto azabache (corrido)
- El Mariachi loco (cumbia)
- El Rey (ranchera)
- No volvere (ranchera)
- Guadalajara (son jaliscience, det vill säga från Jalisco)
- La culebra (son)
- Las golondrinas (habanera)
- El zopilote mojado (paso doble)
- La tequilera (corrido)
- Yo soy Mexicano (ranchera)
- Anillo de compromiso (ranchera)
- El mil amores (ranchera)
- Serenata Huasteca (ranchera)
- Caminos de Guanajuato (ranchera)